# Papúa Nueva Guinea en los Juegos Olímpicos de Los Ángeles 1984
Papúa Nueva Guinea estuvo representada en los Juegos Olímpicos de Los Ángeles 1984 por siete deportistas, cuatro hombres y tres mujeres, que compitieron en dos deportes.
La portadora de la bandera en la ceremonia de apertura fue la atleta Iammogapi Launa. El equipo olímpico papú no obtuvo ninguna medalla en estos Juegos.